# Abbe Lane

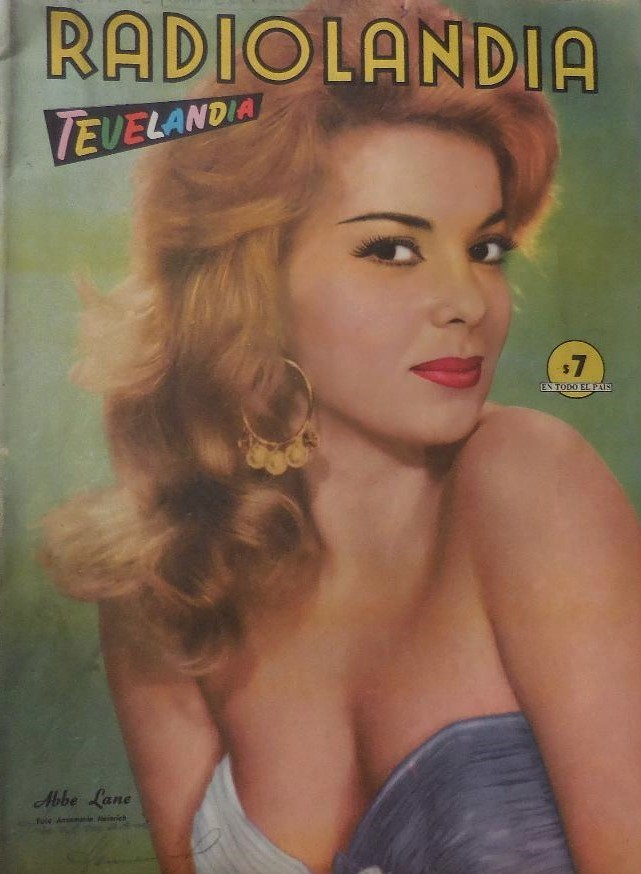
Abbe Lane auf einem argentinischen Magazin (nach einem Foto von Annemarie Heinrich, zirka 1960)

Abbe Lane (* 14. Dezember 1932 in New York City, New York, als Abigail Francine Lassman) ist eine US-amerikanische Schauspielerin und Sängerin. Bekanntheit erlangte sie durch ihre Zusammenarbeit mit dem Bandleader Xavier Cugat, mit dem sie von 1952 bis 1964 verheiratet war. Lane veröffentlichte in ihrer bis 1980 andauernden Karriere als Sängerin 6 Studioalben. Als Schauspielerin trat sie sowohl in amerikanischen als auch italienischen Filmproduktionen sowie ab den 1960er Jahren vermehrt in Gastauftritten bekannter Fernsehserien auf.

## Leben

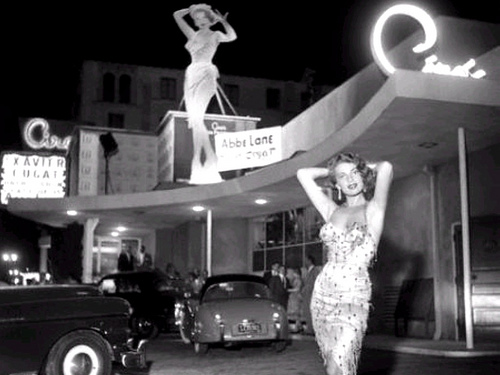
Abbe Lane vor dem Ciro's in Los Angeles (1950er-Jahre)

Abigail Francine Lassman wurde am 14. Dezember 1932 in Brooklyn, New York, geboren. Sie begann ihre Laufbahn bereits als Kind in Radiostücken, ehe sie als Sängerin und Tänzerin an den Broadway ging. 1949 erhielt Lane ihre erste kleine Filmrolle in der italienischen Liebeskomödie Nur Du bist mein Traum. Im selben Jahr wurde sie bei einem Auftritt in der The Vincent Lopez Show vom Bandleader Xavier Cugat entdeckt, der von ihrer Stimme begeistert war und sie zur Sängerin seines Orchesters machte.
1952 heiratete Lane Xavier Cugat, mit dem sie bis zur von großer Medienaufmerksamkeit begleiteten Scheidung im Jahr 1964 zusammen blieb. In dieser Zeit erzielte Lane ihre größten Erfolge am Theater und war fortan auch in größeren Filmrollen amerikanischer und italienischer Produktionen zu sehen. So spielte sie 1955 die weibliche Hauptrolle im Film noir Die große Masche. Im Jahr zuvor verkörperte Lane die Rolle der Kate im Western Ritt mit dem Teufel. In der 1956 erschienenen italienischen Liebeskomödie Junge Liebe in Rom mit Elsa Martinelli und Gabriele Ferzetti hatte sie einen Cameo-Auftritt als sie selbst.
1963 war Lane zusammen mit Cugat in einer Nebenrolle in der deutschen Produktion Das Feuerschiff zu sehen. Sie trat außerdem mit ihrem Mann in verschiedenen Talk- und Fernsehshows auf, darunter 1958 in der Ratesendung What's my line? (Was bin ich?). Auch nach ihrer Trennung von Xavier Cugat war Lane in verschiedenen Shows zu sehen, darunter 1962 als Showact in insgesamt vier Folgen der The Tonight Show sowie 1967 in einer weiteren Folge von What's my line?.
Neben ihrer Filmkarriere trat Lane auch weiterhin am Broadway auf. So spielte sie 1958 an der Seite von Tony Randall im Musical Oh, Captain!.
Lane nahm neben ihren Gesangsauftritten in Musicals seit 1957 auch mehrere lateinamerikanische Stücke und Alben bei RCA Records und Mercury Records auf. Ihr kommerziell erfolgreichstes Werk war das 1958 erschienene Album Be Mine Tonight, eine Kollaboration mit Tito Puente. 1980 erschien nur unter Nennung ihres Vornamens ein Disco-Album mit dem Titel Rainbows, welches zugleich ihre letzte Veröffentlichung als Sängerin wurde. 
Lane trat auch nach der Ehe mit Cugat noch in mehreren Filmen und Fernsehserien auf. 1983 hatte sie ihre letzte Filmrolle in Unheimliche Schattenlichter, gefolgt von einem Gastauftritt in einer Folge von Hart aber herzlich im selben Jahr. Nach einem Gastauftritt in Unglaubliche Geschichten beendete Lane 1985 ihre Schauspielkarriere.
Für ihre Leistungen im Bereich Fernsehen erhielt Abbe Lane einen Stern auf dem Hollywood Walk of Fame. Sie lebt mit ihrem zweiten Ehemann, dem Theateragenten Perry Leff, in Los Angeles. Bis 2020 besaß das Paar zudem ein Anwesen in Palm Desert. Lane und Leff sind seit 1964 verheiratet und haben zwei gemeinsame Kinder. 1993 erschien Lanes Buch But Where is Love?, ein Roman mit autobiografischen Zügen.

## Diskografie

### Alben
- 1957: Be Mine Tonight
- 1958: The Lady In Red
- 1959: Where There's A Man
- 1961: Abbe Lane With Xavier Cugat And His Orchestra
- 1964: The Many Sides Of
- 1980: Rainbows

## Filmografie (Auswahl)

### Filme
- 1949: Nur Du bist mein Traum (Al diavolo la celebrità)
- 1953: Der letzte Rebell (Wings of the Hawk)
- 1954: Ritt mit dem Teufel (Ride Clear of Diablo)
- 1955: Die große Masche (Chicago Syndicate)
- 1955: Americano (The Americano)
- 1955: Quando tramonta il sole
- 1956: Junge Liebe in Rom (Donatella)
- 1956: Der Narr und die Tänzerin (I girovaghi)
- 1957: Mit Frack und Glacéhandschuhen (Parola di ladro)
- 1957: Mein Allerwertester (Toto, Vittorio et la dotoresa)
- 1958: Flammen über Maracaibo (Maracaibo)
- 1959: Totò, Eva e il pennello proibito
- 1959: Roulotte e roulette
- 1962: Giulio Cesare contro i pirati
- 1963: Das Feuerschiff
- 1983: Unheimliche Schattenlichter (Twilight Zone: The Movie)

### Fernsehserien
Soweit nicht anders erwähnt je eine Folge
- 1961: Gnadenlose Stadt (Naked City)
- 1966: Solo für O.N.C.E.L. (The Man from U.N.C.L.E.)
- 1970: Drei Mädchen und drei Jungen (The Brady Bunch)
- 1973: Wo die Liebe hinfällt  (Love, American Style)
- 1979: Vegas (Vega$)
- 1983: Hart aber herzlich (Hart to Hart; Folge: Das Geheimnis des Poloschlägers)
- 1985: Unglaubliche Geschichten (Amazing Stories)